# Ferraria ovata
Ferraria ovata là một loài thực vật có hoa trong họ Diên vĩ. Loài này được (Thunb.) Goldblatt & J.C.Manning mô tả khoa học đầu tiên năm 2002.